# 東方緑舟駅
東方緑舟駅（とうほうりょくしゅうえき）は中華人民共和国上海市青浦区に位置する上海地下鉄17号線の駅である。

## 駅構造
島式ホーム1面2線の高架駅。

## 駅周辺
- 東方緑舟
- 澱山湖

## 歴史
- 2017年12月30日 - 開業。

## 隣の駅
上海軌道交通
■17号線
朱家角駅 - 東方緑舟駅 - 西岑駅